# Summit (New Jersey)
Summit is een plaats (city) in de Amerikaanse staat New Jersey, en valt bestuurlijk gezien onder Union County.

## Demografie
Bij de volkstelling in 2000 werd het aantal inwoners vastgesteld op 21.131.
In 2006 is het aantal inwoners door het United States Census Bureau geschat op 21.103, een daling van 28 (-0.1%).

## Geboren in Summit
- Meryl Streep (1949), actrice
- Simon(e) van Saarloos (1990), filosoof en schrijver

## Geografie
Volgens het United States Census Bureau beslaat de plaats een oppervlakte van
15,8 km², waarvan 15,7 km² land en 0,1 km² water.

## Plaatsen in de nabije omgeving
De onderstaande figuur toont nabijgelegen plaatsen in een straal van 4 km rond Summit.